# پارک ملی پلشچیوو اوزرو
پارک ملی پلشچیوو اوزرو (انگلیسی: Pleshcheyevo Ozero National Park) یک پارک ملی حفاظت‌شده در استان یاروسلاول کشور روسیه است.